# Sulaiman Al Mazroui
Sulaiman Al Mazroui (ur. 13 września 1972) – omański piłkarz występujący na pozycji bramkarza.

## Kariera
W swojej karierze Al Mazroui związany był z zespołami Muscat Club, Al-Nahda oraz Fanja SC. W 1992 roku zadebiutował w reprezentacji Omanu. Uczestnik Pucharu Azji 2007, na którym jednak nie zagrał w żadnym meczu.